# باول أوينز (مغني)
باول أوينز (بالإنجليزية: Paul Owens)‏ هو مغني أمريكي، ولد في 27 يوليو 1924، وتوفي في 17 أكتوبر 2002.